# سنگدان

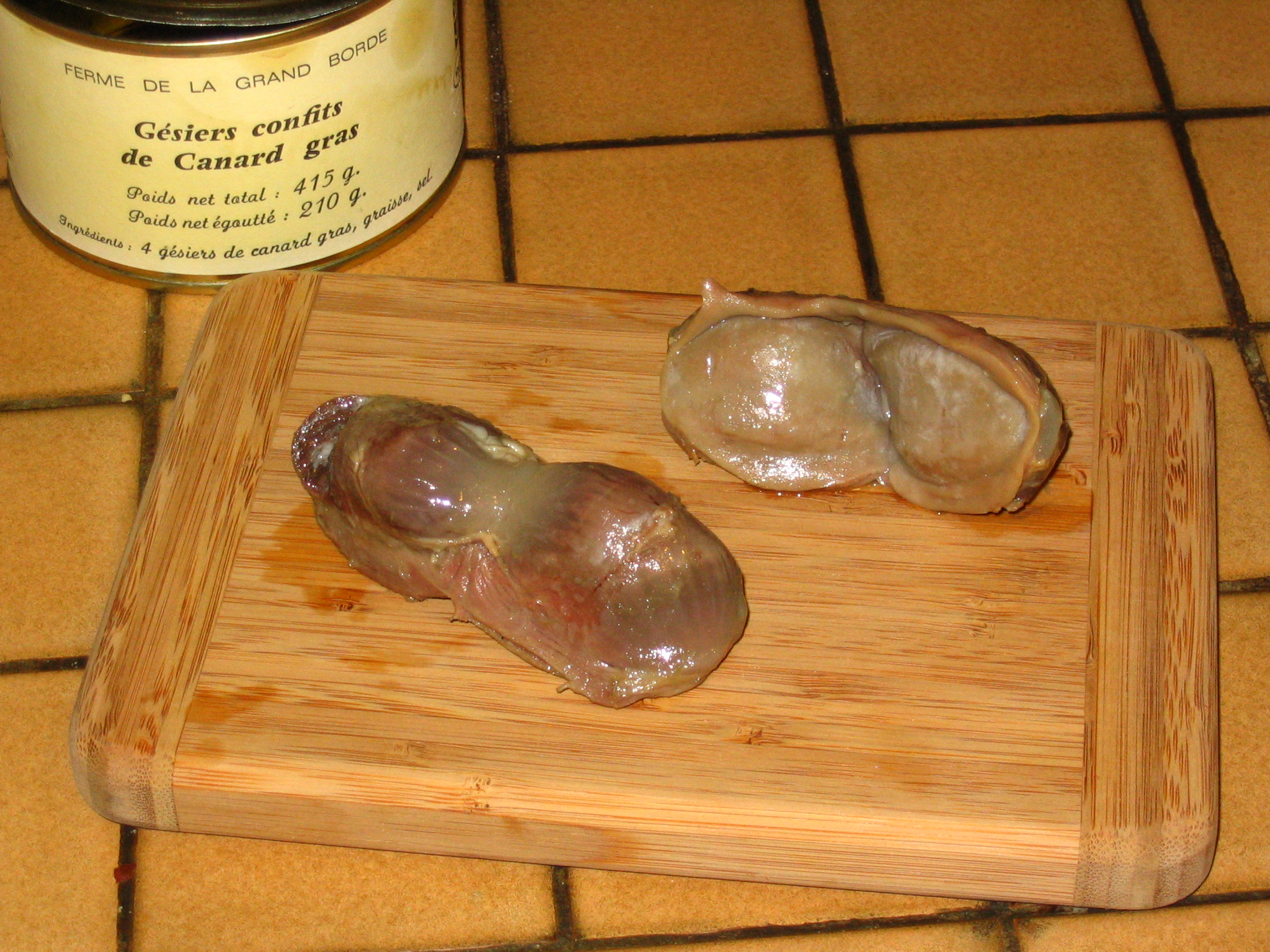
سنگدان مرغابی

سَنگدان اندامی است که در دستگاه گوارشی برخی جانوران از جمله شاه‌خزندگان (دایناسورها، پرندگان، خزندگان بال‌دار، تمساح‌ها و الیگاتورها)، کرم خاکی، برخی شکم‌پایان، برخی ماهیان و برخی سخت‌پوستان یافت می‌شود. سنگدان ماکیان در سرتاسر دنیا خوراکی مطبوع است. سنگدان در پرندگان بخش عقبی معده است که ساختاری ماهیچه‌ای دارد. سنگریزه‌هایی که پرندگان می‌بلعند، فرایند گوارششان را تسهیل می‌کند.
در پرندگان، سنگدان از پیش‌معده به وسیله مجرای تنگ و کوتاهی جدا می‌شود. شکل آن بیضی است و داخل آن از دو بخش ماهیچه‌ای محکم تشکیل شده است. عمل این عضو در گوارش پرندگان بسیار مهم است؛ زیرا ماکیان بدون دندان یا عضو خردکنندۀ غذا هستند. پس از آن‌که غذا داخل چینه‌دان نرم شد و در داخل پیش‌معده با شیرۀ معده آغشته شد، در درون سنگدان به وسیله حرکت شدید و انقباض‌های ماهیچه‌ای خرد می‌شود. معمولاً درون سنگدان تعدادی سنگریزه وجود دارد که پرنده به‌طور طبیعی آنها را همراه غذا یا به‌طور جداگانه قبل از غذا می‌بلعد. از این رو، این سنگریزه‌ها همراه با انقباض‌های شدید سنگدان باعث خرد شدن غذا و در نتیجه گوارش غذا به پرنده کمک می‌کنند. هنگامی که غذا به‌خوبی در سنگدان خرد و به‌صورت یکنواخت و نیمه‌مایع درآمد، به‌طرف دوازدهه و روده دراز رانده می‌شود.